# Pleurocera walkeri
Pleurocera walkeri е вид коремоного от семейство Pleuroceridae. Видът е световно застрашен, със статут Уязвим.

## Разпространение
Разпространен е в САЩ.